# أليساندرو أبروشسيا
أليساندرو أبروشسيا (بالألمانية: Alessandro Abruscia) هو لاعب كرة قدم إيطالي ألماني في مركز الظهير الأيمن ، ويلعب حاليًا لنادي شتوتغارت كيكرز الألماني.

## روابط خارجية
- أليساندرو أبروشسيا على موقع قاعدة بيانات كرة القدم.إي يو (الإنجليزية)
- أليساندرو أبروشسيا على موقع بيانات كرة القدم. دي إي (الألمانية)
- أليساندرو أبروشسيا على موقع Soccerway.com (الإنجليزية)
- أليساندرو أبروشسيا على موقع عالم كرة القدم.نت (الإنجليزية)